# Леньков (Львовская область)
Леньков (укр. Леньків) — село в Бусской городской общине Золочевского района Львовской области Украины.
Население по переписи 2001 года составляло 122 человека. Занимает площадь 0,84 км². Почтовый индекс — 80520. Телефонный код — 3264.